# Storia della lingua italiana
La storia della lingua italiana è la descrizione diacronica delle trasformazioni che la lingua italiana ha conosciuto nel tempo.

## L'eredità latina

La distribuzione delle parlate nell'Italia pre-romana

L'italiano è una lingua romanza, cioè una lingua derivata dal latino, appartenente alla famiglia delle lingue indoeuropee. L'indoeuropeo è una lingua virtuale: essa cioè non è storicamente verificata, ma è stata ricostruita retrospettivamente a partire da diverse lingue, sia moderne sia antiche. Si immagina che un gruppo di tribù, dislocate tra Europa e Asia tra il IV e il III millennio a.C. e parlanti dialetti affini, si sia sparso attraverso diverse migrazioni, assorbendo le parlate dei popoli conquistati.
Verso la fine del II millennio a.C., una delle popolazioni indoeuropee, che parlava il dialetto destinato a diventare la lingua latina, si installò nella penisola italiana.
Secondo l'idea tradizionale, quindi, in età classica il latino si impose sulle lingue delle popolazioni con cui i Romani si imbatterono nella penisola italiana. Se tra il III e il II secolo a.C. la penisola italiana è ancora costellata da diverse parlate, al tempo di Augusto esse sono ridotte a "vernacoli di scarsa importanza".
Il ligure, già profondamente compromesso dall'impatto con le lingue celtiche, viene definitivamente dissolto dall'avanzare del latino.
La guerra sociale (88 a.C.), che vede i Romani sconfiggere diverse popolazioni italiche ribelli, segna il declino dell'etrusco e delle lingue osco-umbre. Bruno Migliorini nota che, a quanto sembra, dell'etrusco "nessuna iscrizione sia posteriore all'era cristiana": pare, comunque, che l'imperatore Claudio (I secolo d.C.), nei suoi studi di etrusco, si avvalesse di parlanti e che la lingua fosse dunque ancora viva. È poi probabile che l'etrusco sia persistito come lingua cultuale fino al IV secolo d.C. e che gli Etrusci haruspices che accompagnavano gli eserciti di Giuliano consultassero libri ancora scritti in etrusco.
Il celtico potrebbe essere sopravvissuto in Gallia (e in particolare nelle Alpi elvetiche) fino al V secolo d.C. e forse oltre.
La persistenza del greco in Calabria e Puglia in età imperiale rimane questione controversa: probabilmente fu il prestigio culturale della lingua e il fatto che fosse lingua ufficiale della parte orientale dell'Impero ad aver tenuta accesa una qualche resistenza, fino al rinnovamento bizantino.

### Il ruolo del latino parlato
Per definire il rapporto tra latino e italiano è molto importante delineare lo sviluppo del latino parlato, con le sue variazioni diatopiche (da luogo a luogo) e diastratiche (secondo la stratificazione delle classi sociali), in particolare a partire dall'età imperiale.
Il latino parlato correntemente dal popolo non corrispondeva al latino classico, modello letterario codificato da alcuni autori tra il I secolo a.C. e il I secolo d.C. e poi oggetto di studio in epoca moderna. Il cosiddetto latino volgare si presentava in diverse forme, con forti variazioni diatopiche: da esso sorsero le diverse lingue romanze. Il latino volgare era, in quanto lingua parlata, di gran lunga più sensibile al cambiamento di quanto non fosse il latino della tradizione letteraria. Ciò nonostante esso conservava molti tratti che avevano accompagnato la lingua latina fin dalla sua fase arcaica. Ad esempio, la caduta della -m finale (il fenomeno che ha condotto dall'accusativo fontem all'italiano fonte) si registra già in iscrizioni arcaiche e, per quanto censurato, finì per affermarsi nel Basso Impero: in poesia, peraltro, la -m finale seguita da parola iniziante con a- non veniva pronunciata. Per quel che riguarda le variazioni diastratiche, già le fonti classiche danno conto di quelle dell'epoca: si parla di sermo plebeius, militaris, rusticus, provincialis.
Quanto alle direttrici del cambiamento, si possono indicare per esempio la scomparsa dei casi e la nascita degli articoli. Per quanto riguarda gli articoli, il numerale latino unus, per esempio, che significava anche qualcuno, un tale divenne articolo indeterminativo (unus indeterminativo è usato anche da Ovidio nelle Metamorfosi); alcuni pronomi dimostrativi divennero articoli determinativi e nuovi dimostrativi vennero formati fondendo i vecchi ille e iste con eccu(m). Caddero inoltre le consonanti finali delle parole (es.: amat diventò ama).
Importanti fondamenti del cambiamento del latino parlato sono due fatti storici:
- il regime personale di Ottaviano Augusto (I secolo a.C.-I secolo d.C.), con le sue conseguenze sulla struttura sociale della Roma antica
- il diffondersi del Cristianesimo, rispetto al quale una data importante è certo il 313 (anno dell'Editto di Milano, con cui i due augusti Costantino e Licinio proclamano la libertà religiosa nell'Impero romano), anche se "i privilegi concessi ai Cristiani segnano solo il libero espandersi di peculiarità prima represse"[12].

Esiste una tradizione aneddotica sulla propensione di Augusto verso i volgarismi, forse difficile da valutare, ma certamente sintomatica. Quanto al Cristianesimo, è incalcolabile la sua influenza linguistica: ciò sia per quanto riguarda il lessico, che viene influenzato da una nuova sensibilità e da un nuovo armamentario concettuale, sia per quanto riguarda il rivolgimento a livello di strutture sociali. Il trionfo linguistico del Cristianesimo risale al IV secolo d.C.: per lungo tempo, la lingua dei cristiani è una sorta di lingua speciale, utile per rinserrare "legami sociali e religiosi" tra persone della stessa fede o comunque intente a ragionare sui medesimi (nuovi) concetti.
In questo contesto, è facile constatare che la lingua scritta è più conservativa, anche se sarebbe erroneo concepire latino parlato e latino scritto come due mondi separati: l'influenza delle due forme di espressione fu reciproca e forte, e la stessa lingua parlata dagli analfabeti influì sulla lingua scritta e sorvegliata. Si può osservare che "la lingua letteraria si costituì attraverso una stilizzazione del parlato": ciò accadde ai tempi della Repubblica (convenzionalmente a partire da Livio Andronico, nel 240 a.C.). Le differenze tra parlato e scritto, lievi all'inizio, finiranno per essere assai forti, ma prima dell'Impero lo scarto riguardava più una questione di stile e di registro: non ci troviamo, insomma, affatto di fronte a due lingue diverse. Quando Cicerone scrive a Papirio Peto:
(Lettere familiari, IX, 21)
quel plebeio sermone non va certo inteso come "latino volgare": Cicerone intende solo "alla buona".
Le cose, comunque, cambiano in età imperiale: anche se le varietà diatopiche delle diverse province dell'Impero restano reciprocamente compatibili, si fa sempre più forte l'influenza del parlato meno colto, il che è particolarmente vero con la cosiddetta crisi del III secolo, "quando [...] l'ignoranza dilaga". Anche in questa fase i grammatici cercano di proteggere la lingua dalla "corruzione", non solo a Roma, ma anche nelle province. La forza innovativa della lingua parlata, almeno fino alla crisi del III secolo, obbedisce comunque agli orientamenti accolti nella capitale o in essa partoriti. Dopo la crisi, invece, il prestigio di Roma è compromesso: le premesse di questa spinta centrifuga possono essere trovate in quella nova provincialium superbia di cui si lamenta il senatore Trasea Peto ai tempi di Nerone (Tacito, Annales, XV, 20). Significative sono, a questo proposito, le elezioni a imperatore di personaggi come Traiano e Adriano (nati entrambi a Italica, nei pressi dell'odierna Siviglia) o Antonino Pio e Marco Aurelio (di origine gallica).

### Evoluzioni fonologiche dal latino all'italiano: il vocalismo
Il latino aveva dieci vocali: le stesse cinque vocali dell'alfabeto latino moderno potevano essere articolate brevi o lunghe (la quantità vocalica era distintiva) e "con ogni probabilità quello fra i caratteri dell'accento che aveva valore distintivo era l'altezza musicale". Così, ad esempio, vĕnit (con la e breve) voleva dire "viene", mentre vēnit (con la e lunga) voleva dire "venne". Allo stesso modo sŏlum voleva dire "suolo", mentre sōlum voleva dire "solo" o "solamente, soltanto". Questo sistema a lungo andare venne meno e nel vocalismo latino finì per essere determinante non più la quantità, ma il timbro (o qualità), cioè se la vocale era chiusa o aperta, mentre al posto dell'altezza musicale l'accento si fa intensivo. Il sistema più diffuso in Romània era costituito da sette vocali: i, é, è, a, ò, ó, u, dove è rappresenta la e aperta ([ɛ]), é la e chiusa ([e]).

#### Vocali toniche: il dittongamento
In fiorentino è e ò toniche in sillaba aperta (cioè terminante con vocale) dittongarono secondo il seguente schema:
- è → iè
- ò → uò

Come accennato, il fenomeno si presenta solo in caso di sillaba aperta e non nel caso di sillaba implicata (cioè terminante come consonante). Così:
- fŏ-cus → fuoco
- cŏr-pus → corpo

#### Vocali atone: semplificazione
Delle dieci vocali atone (protoniche o postoniche, cioè, rispettivamente, poste prima o dopo la sillaba accentata) del latino, si passa a cinque.

#### Anafonesi
Toscano è anche il fenomeno dell'anafonesi, cioè la chiusura delle vocali chiuse é e ó, secondo lo schema:
- é → i
- ó → u

L'anafonesi avviene in particolari condizioni:
- é deve essere seguita
  - da laterale palatale (la [ʎ] di figli), dal precedente nesso latino -lj-, per cui famĭlia → faméglia → famiglia
  - da nasale palatale (la [ɲ] di bagno), dal precedente nesso latino -nj-, per cui gramĭnea → gramégna → gramigna[21]
  - dal nesso -ng-, per cui lĭngua → léngua → lingua
  - dal nesso -nk-, per cui vĭnco → vénco → vinco
- ó deve essere seguita
  - dal gruppo consonantico ng, per cui fŭngus → fóngo → fungo

#### Evoluzione dei dittonghi latini
Quanto ai dittonghi del latino classico (ae, oe, au), una tipica tendenza del latino parlato (che si riflette nelle lingue romanze) era quella di monottongarli:
- ae → e aperta
A seconda se la sillaba è aperta o implicata, si riproduce quanto detto per l'anafonesi. Così, ad esempio[22]:
  - maestus → mesto
  - laetus → lieto
- oe (peraltro raro) → e
  - poena → pena
- au → o

Se già in qualche caso del latino classico si constata il monottongamento (cauda → coda, con o chiusa), il fenomeno si generalizza nell'alto Medioevo (si passa a o aperta):
- paucu(m) → poco
- causa(m) → cosa
- auru(m) → oro

#### Epentesi
Nell'evoluzione dal latino all'italiano si registra in qualche caso l'epentesi, cioè il formarsi di una vocale o di una consonante intrusa nella parola. Così, ad esempio:
- baptĭsmus → battesimo
- vĭdua → vedova

#### Sincope
Più significativo in questo contesto il fenomeno della sincope, cioè la caduta di una vocale all'interno di parola. Ciò accade particolarmente nel caso di vocali intertoniche (poste, cioè, tra sillaba con accento secondario e sillaba tonica), mentre è più raro in caso di vocali postoniche.
I linguisti hanno registrato che "l'italiano centrale e meridionale è, insieme col romeno, meno soggetto alla sincope che lo spagnolo, e questo a sua volta meno che il francese". Interessanti sono anche casi con esiti diversi: dal latino tegŭla provengono tanto tegghia (→ teglia) e tegola; addirittura triplice è l'esito di fabŭla (→ fola, fiaba e favola). Migliorini ritiene probabile che le diverse forme possano aver convissuto per secoli: una più tradizionalista, priva di sincope, ed una più "plebea", con sincope.
Si registrano anche casi di aferesi (*illei → lei, dove illei è una parola "ricostruita", cioè non riscontrata nelle fonti, ma ipotizzata retrospettivamente) e di apocope (bonĭtatem → bontade → bontà).

### Evoluzioni fonologiche dal latino all'italiano: il consonantismo
Per quanto riguarda il consonantismo, si registra, come accennato, la caduta delle consonanti finali (di cui -m è un caso precoce) e, in alcuni casi, la sonorizzazione delle sorde intervocaliche p, t e k, secondo questo schema:
- p → b (e, successivamente, v, per spirantizzazione)
- t → d
- k → g

La sonorizzazione occorre anche per s intervocalica (più precisamente fricativa alveolare sorda intervocalica), solo che il fatto non è registrato graficamente (infatti, la s di rosa è sonora, la s di casa è sorda).
Questi fenomeni di sonorizzazione non sono, come accennato, sistematici in italiano. Se, infatti, abbiamo
- scutum → scudo
- lacus → lago

registriamo peraltro
- amicus → amico (ma confronta lo spagnolo amigo)
- petra → pietra (ma confronta lo spagnolo piedra)
- apĕrtus → aperto (ma confronta lo spagnolo abierto)

La t in finale di parola non lascia quasi traccia in italiano: al più, in alcuni dialetti, mantiene l'antico valore flessionale (in area lucana e calabrese, come in mi piàciti: nella stessa area si mantiene s in finale di parola, che già in età repubblicana aveva patito un andamento oscillante).
Una testimonianza di Servio indica che al principio del V secolo si tende a pronunciare assibilate le t e le d davanti a vocale.
(Servio, Don. IV 445 K.)
Sempre a proposito della pronuncia del gruppo ti in epoca tardoantica è importante una testimonianza del grammatico Papiriano (del quale, però, non si sa nulla, tanto che è stato anche ipotizzato che le citazioni a lui attribuite siano dei falsi):
(Papirio, ap. Leil, Gramm. Lat., VII, 216)
Quanto all'aspirata h, si assiste ad una sparizione. Che si tratti di una tendenza rustica è forse indicato dal fatto che il fenomeno si ravvisa innanzitutto in parole come olus e anser. Lo sforzo dei grammatici per tenere in vita la h è testimoniato da diverse iscrizioni, da due prescrizioni della Appendix Probi, nonché da un passo delle Confessioni di Agostino di Ippona (I.18). È invece antica la tendenza a indebolirla quando al centro di parola (prehendo → prendo; nihil → nil).
Esistono poi dei fenomeni di rafforzamento consonantico, testimoniati dalla Appendix Probi: le prescrizioni camera non cammara e aqua non acqua indicano che è già in atto una tendenza che si consolida con la lingua italiana, cioè appunto il rafforzamento, sia nel caso di consonanti postoniche in parole proparossitone, sia nel caso di u semiconsonante.
Per quanto riguarda la prostesi, l'italiano si colloca a metà strada tra alcune lingue romanze che l'hanno sempre (come il francese e lo spagnolo, che, ad esempio, hanno rispettivamente étude e estudio per "studio", o épée e espada per "spada") e il rumeno che non l'ha mai. Forme come istrada o istudio o Isvizzera sono comunque ormai percepite come desuete dagli italofoni.

#### Evoluzione dei nessi consonantici
L'evoluzione dei nessi consonantici dal latino all'italiano registra alterazioni di vario genere:
- assimilazione regressiva[33]:
  - lactem → latte
  - septem → sette
  - advenire → avvenire
- dissimilazione (una delle occorrenze di uno stesso suono, ripetuto in parola a breve distanza, viene sostituita da altro suono, per evitare quella che viene percepita come cacofonia):
  - venenum → veleno
- i nessi consonante+l passano a consonante+iod:
  - plus → più
  - clamat → chiama
- i nessi consonante+l, se posti tra due vocali, registrano il raddoppio della consonante:
  - nebula → nebla[34] → nebbia
  - vetulus → vetlus[34] → veclus[34] → vecchio

### Evoluzioni morfosintattiche dal latino all'italiano
Ad un confronto tra il latino classico e quello volgare, si vede che le due lingue appartengono a tipi linguistici differenti. Il cambio, si può dunque dire, è stato radicale e si sostanzia dei seguenti tre punti:
1. perdita del sistema dei casi, con le sue declinazioni
2. perdita del neutro
3. ristrutturazione del sistema verbale

#### Semplificazione del sistema delle declinazioni
La quarta e la quinta declinazione del latino classico sono le più "deboli" e scompaiono quasi del tutto:
- I vocaboli della quinta confluiscono nella prima (facies → faccia, rabies → rabbia)
- I vocaboli femminili della quarta confluiscono nella prima (nurus → nora[34] → nuora, socerus → socera → suocera; manus ha invece mantenuto il genere femminile e l'uscita in -o)

A far sì che si perdesse il sistema di casi e desinenze contribuì la caduta delle consonanti finali (in particolare -m).
Una conseguenza molto importante di questa evoluzione riguarda la sintassi: mentre nel latino classico i casi permettevano una grande (anche se non assoluta) libertà nell'ordine delle parole, nelle lingue romanze la sintassi si irrigidisce. Così ad esempio:
- Petrus Paulam amat (forma non marcata soggetto - oggetto - predicato)
- Petrus amat Paulam
- Amat Paulam Petrus

Tutte queste frasi latine corrispondono alla italiana Pietro ama Paola: in italiano non è possibile distinguere il soggetto dall'oggetto se non dalla collocazione nella frase. Paola ama Pietro avrebbe un significato diverso.
Quanto alle forme, mentre sopravvivono quelle accusative, le altre perdurano talvolta in forme relittuali. Ad esempio, leo ("leone") ha leonem per accusativo singolare: con la caduta della -m si giunge alla forma italiana moderna.
Il genitivo e il dativo tendono a essere sostituiti dalle forme analitiche de e ad rispettivamente.

#### Scomparsa del neutro
I generi si riducono a due, il maschile e il femminile. Alcune forme relittuali del neutro si ritrovano in alcuni plurali femminili:
- ossa[37] → ossa
- brachia → braccia

Per questi plurali in -a esiste talvolta anche un plurale regolare -i con differente significato: mentre con ossa generalmente si intende in italiano un gruppo di oggetti considerati organicamente (le ossa del corpo umano), per ossi si intende una pluralità di oggetti analoghi considerati però individualmente (c'erano degli ossi di pollo sparsi sul piatto). Altrettanto per braccia: le braccia di una donna e i bracci di una croce.
In alcuni casi, il plurale neutro in -a è stato percepito come un femminile, determinando forme come:
- vela (plurale di velum) → la propulsione a vela
- folia (plurale di folium) → la foglia

#### Ristrutturazione del sistema verbale
Un altro importante filone di trasformazione nell'evoluzione dal latino classico al latino volgare riguarda il sistema dei verbi:
- La seconda e terza coniugazione si fanno via via improduttive.
- Forme sintetiche di passivo (come amor, "sono amato") vengono sostituite da forme analitiche (amatus sum o sum amatus).
- I verbi deponenti scompaiono.
- La forma sintetica del futuro (amabo, "amerò") viene sostituita dalla perifrasi formata dall'infinito e da una forma breve di habeo ("ho"): da amare + ao[34] si forma amerò.
- Prende forma il condizionale, modo che in latino non esisteva. Origina dalla combinazione di un infinito e di un perfetto di habeo: da amare + hebuit[34] si forma amerebbe (l'italiano antico possedeva una forma alternativa di condizionale, formato dall'infinito e dall'imperfetto di habeo: cantare + habebat → cantaria, canteria.

#### Altri fenomeni grammaticali
A queste tre modificazioni fondamentali si aggiungano i seguenti fenomeni:
- la scomparsa (tranne qualche eccezione) dei comparativi sintetici, sostituiti dalla forma con plus
- la scomparsa della diatesi deponente
- la riforma della diatesi passiva, che dalla forma sintetica passa ad una forma analitica con esse
- l'espansione della funzione ausiliare di habere: forme come cognitum habeo, "tengo per conosciuto", che si vanno espandendo, sono progenitrici delle forme italiane moderne del tipo "ho conosciuto"
- il prevalere della paratassi sulla ipotassi, "com'era da attendersi in un periodo di civiltà più elementare"[39]

#### Da una lingua sintetica a una lingua analitica
Il latino classico del I secolo a.C. era una lingua sintetica, sia per la morfologia nominale che per quella verbale. Un sistema di cinque declinazioni e di sei casi permetteva di esprimere diverse funzioni sintattiche attraverso singole parole. Così, alla forma sintetica rosae corrisponde la forma analitica della rosa in italiano (una lingua analitica). In latino, peraltro, manca l'articolo: agricolae filia corrisponde all'italiano la figlia del contadino. Nella morfologia verbale, ad amor corrisponde io sono amato, ad amabar corrisponde io ero amato. Per la sintassi, ad una costruzione come dico amicum honestum esse, letteralmente 'dico l'amico onesto essere', corrisponde dico che l'amico è onesto, con un passaggio dal modo infinito al modo finito e l'inserimento della congiunzione subordinante che. Il latino volgare, invece, coltivava tratti analitici, che saranno poi ereditati dalle lingue romanze.

### Evoluzioni lessicali dal latino all'italiano
Il lessico delle lingue romanze dipende per la maggior parte dal lessico del latino classico. Ecco alcuni casi particolarmente notevoli di evoluzione lessicale nel passaggio dalla lingua latina a quella italiana:
- Molte parole appartenenti al lessico elevato del latino classico scompaiono via via nel latino volgare, lasciando qualche traccia nei toponimi. Ad esempio, scompaiono amnis, "fiume", e nemus, "bosco", ma perdurano in toponimi come Teramo e Terni (da inter amnes, "tra due fiumi") o Nemi e Nembro. La stessa espressione latina per "città" (urbs) sopravvive nel latinismo urbe e nel toponimo Orvieto (urbs vetus, "città vecchia").
- Nell'evoluzione del latino, si vanno via via preferendo radici legate ad un registro espressivo e dotate di maggiore trasparenza. Ad esempio, plangere, che significa "battersi il petto (per il dolore)" finisce per sostituire flere per indicare il moderno "piangere", mentre edere ("mangiare") viene sostituito da manducare (letteralmente, "dimenare le mascelle"), via la parola mangier nel francese antico. In altri casi si utilizzano metafore, come nel caso del "padiglione", che deriva da papilionem, accusativo di papilio (originariamente "farfalla"), perché le tende degli accampamenti ricordavano i colori variegati delle ali di una farfalla. In altri casi ancora si ricorre a metonimie, come per focus ("focolare" → "fuoco"), bucca ("guancia" → "bocca"), camera ("soffitto a volta" → "stanza").
- Parole di scarso corpo fonico vengono sostituite da parole più corpose: ad esempio, a res si finisce per preferire causa, con il significato di "cosa"; a crus, "gamba", si finisce per preferire il greco gamba, con intento scherzoso, poiché letteralmente è "zampa". Molte altre evoluzioni lessicali hanno per protagonista l'espressività e la giocosità della lingua colloquiale, in particolare per le parti del corpo: basti pensare a testa ("vaso di coccio") che sostituisce via via caput, o a ficatum ("fegato", originariamente "di oca ingrassato con i fichi") che sostituisce iecur. Questi sviluppi non sono specifici per l'italiano.
- In linea con queste due tendenze, abbiamo evoluzioni lessicali che tendono ad aumentare il corpo fonico e l'espressività affettiva: vengono adottati i diminutivi, come nel caso di genu → genuculum ("ginocchio") o di agnus → agnellus ("agnello").
- Qualcosa di analogo accade con l'adozione per il significato principale di modificazioni frequentative (per indicare azioni ripetute, come per l'italiano -eggiare, -ellare), che in latino venivano formate dal tema del supino: così, da canere ("cantare") si passa a cantare (letteralmente, "canticchiare"); da salire ("saltare") si passa a saltare (letteralmente, "saltellare").
- La semantica cristiana ha una significativa influenza sul lessico dei volgari (ad esempio, orare da "chiedere" finisce per significare "pregare").
- Nel caso due parole di significato diverso finiscano per assumere un'omofonia totale o parziale, i parlanti abbandonano una forma per favorire l'altra: ad esempio, bellum ("guerra") scompare per influenza della "collisione omofonica" con bellus ("bello").

#### Parole di trafila popolare
Solo una parte del vocabolario latino è giunta direttamente all'italiano (si parla in questi casi, tanto per l'italiano quanto per le altre lingue romanze, di parole "di trafila popolare" o "ereditarie"), mentre il grosso è stato recepito per adozione "colta", scritta, libresca (il che spiega perché in molti casi certe evoluzioni morfologiche o semantiche costanti nelle parole ereditarie non si presentino nella "trafila dotta"): questo patrimonio è composto di termini latini recuperati e ravvivati nell'uso dall'interesse di un letterato e vengono indicati dai linguisti come "cultismi" o "latinismi".
L'analisi dell'evoluzione del latino letterario classico tra il I e il V secolo d.C. deve dunque tenere in conto i molti elementi lessicali che rappresentano una continuità rispetto al passato. Sono diverse centinaia le parole che si sono trasmesse pressoché uguali (dai punti di vista fonetico, morfologico e semantico) dal latino all'italiano, e che quindi saranno state mantenute anche nel latino parlato. Ecco alcuni esempi di parole sopravvissute in quasi tutta la Romània (e che quindi si sono trasmesse anche alle altre lingue romanze):
- aqua ("acqua")
- arbor ("albero")
- asinus ("asino")
- bos ("bue")
- caelum ("cielo")
- canis ("cane")
- cervus ("cervo")
- digitus ("dito")
- filius ("figlio")
- homo ("uomo")
- manus ("mano")
- mater ("madre")
- pater ("padre")
- pes ("piede")
- porcus ("porco")
- porta ("porta")
- puteus ("pozzo")
- rota ("ruota")
- terra ("terra")
- vacca ("vacca")
- altus ("alto")
- bonus ("buono")
- calidus ("caldo")
- frigidus ("freddo")
- niger ("nero")
- novus ("nuovo")
- russus ("rosso")
- siccus ("secco")
- bibere ("bere")
- currĕre ("correre")
- dicere ("dire")
- dormire ("dormire")
- facere ("fare")
- habere ("avere")
- tenere ("tenere")
- bene ("bene")
- male ("male")
- quando ("quando")
- si ("se")
- in ("in")
- per ("per")

Vi è poi una serie di parole che sono andate sopravvivendo solo nell'area dell'allora Diocesi italiciana. Di seguito qualche esempio:
- catŭlus → cacchio (toscano)
- cunŭlae → culla
- lentīgo → lentiggine
- libellus → livello
- mentula → minchia (italiano meridionale) e minchione
- notarius → notaio[45]
- spacus → spago

#### Relitti
Ancora, vi sono parole che i linguisti non hanno rintracciato nei documenti scritti, ma che si suppone siano entrate nel latino parlato e che sono poi sopravvissute nelle diverse lingue romanze. Si tratta per lo più di parole legate all'ambito agricolo, alla flora, alla fauna. Tali "relitti" devono la loro esistenza al fatto che le popolazioni italiche venute a contatto con i Protolatini non rintracciavano nella nuova parlata termini adatti ai significati da esprimere in ambito naturale, costringendo in qualche maniera queste nuove popolazioni ad inglobare tali espressioni. È così che il latino ha tratto alcune centinaia di parole dall'etrusco, che per questa via sono passate alle lingue romanze (populus, persona, catena, taberna ecc.), mentre altre sono state recuperate come latinismi (spurius, atrium, idus, histrĭo ecc.).
Sono stati individuati come "relitti" parole che il latino ha ereditato da Liguri, Reti e da altre popolazioni minori dell'arco alpino, come genista, larix, ligustrum, peltrum. Il fatto, però, che l'antico ligure venisse assorbito dal celtico (che era una parlata indoeuropea) prima che dal latino rende difficile stabilire se questi relitti siano da ascrivere alle parlate preindoeuropee o al celtico stesso.
La conquista della Gallia, iniziata nel II secolo a.C. e portata a termine da Gaio Giulio Cesare dal 58 al 51/50 a.C. e da lui narrata nel De bello Gallico, e i rapporti assai stretti che si instaurarono tra questa regione e Roma determinarono un'intensa penetrazione nel latino di diversi vocaboli di origine gallica: tra questi betulla, verna, beccus, lancea, carrus, benna, braca. In taluni casi, i linguisti hanno ricostruito delle forme, come nel caso di pettia (da cui "pezza" e "pezzo"), camminum, comboros ("trinceramento d'alberi", da cui "ingombro" e "sgombero"), pariolum (da cui "paiolo").
Quanto ai vocaboli di origine osco-umbra, vi sono diversi termini entrati già in epoca classica, come bos, bufalus, lupus, scrofa, ursus, anas ("anitra"), turdus, casa, lingua, lacrima, consilium ecc., ma qui interessano di più quelli testimoniati solo dopo (e comunque poco), come ilex, pomex, terrae tufer (da cui "tartufo") e quelli ricostruiti, come bufulcus, tafanus, metius, octufer, glefa (in latino rispettivamente bubulcus, tabanus, mitius, october, gleba).

#### Importanza dei grecismi latini per l'italiano
Sono diverse centinaia le parole greche così radicate nella lingua latina da sopravvivere e giungere fino ad alcune lingue romanze. Per quanto riguarda l'italiano, ecco un elenco parziale di parole che originano per questa via:
- anice
- bosso
- cilegio
- dattero
- fagiolo
- garofano
- giuggiolo
- liquirizia
- mandorlo
- mela
- melo
- olivo
- pepe
- prezzemolo
- riso
- sedano
- senape

A queste va aggiunta cima, pur se in latino il termine cyma è attestato solo nel senso di "germoglio".
Passando al regno animale, alcuni pochi che originano dal greco sono animali terrestri (come fagiano e scoiattolo), ma i più sono animali marini, come:
- acciuga
- balena
- cefalo
- chiocciola
- delfino
- gambero
- ostrica
- polpo
- seppia
- spugna
- tonno

Appartengono all'ambito marittimo le parole scalmo e nolo, e - originariamente - anche governare e pelago (voce dotta nel senso di "mare", ma che è stato anche inteso popolarmente come "avvallamento").
Al novero dei grecismi latini vanno riferiti alcuni nomi di oggetti domestici o usati dagli artigiani, come:
- ampolla
- borsa
- bossolo
- calce
- canestro
- cantaro
- carta
- cofano
- colla
- corda
- doga
- gesso
- inchiostro
- lampada
- lucignolo
- madia
- malta
- matassa
- organo
- pietra
- porpora
- scheggia
- tappeto
- tornio
- trapano

#### Parole di trafila dotta
I latinismi, un particolare tipo di cultismo, sono una componente essenziale dell'italiano contemporaneo. Non è raro che tra due allotropi sviluppatisi da una stessa base, quello più comune oggi è proprio quello di trafila dotta.

## La lingua parlata fino al Mille
Al termine dell'età classica sicuramente il latino parlato aveva un ruolo importante in penisola. Tale idioma era parlato sicuramente dagli abitanti di Roma e del Lazio, più quelli delle aree popolate direttamente da romani. La forma esatta di questa lingua e la sua vicinanza al latino scritto non sono però facili da accertare. Tra gli studiosi recenti, József Herman ipotizza che ancora per tutto il VI secolo gli abitanti dell'area europea dominata da Roma, e a maggior ragione gli italici, parlassero (o "credessero di parlare") latino. Dai documenti scritti non si ricavano però testimonianze esplicite.
In questo contesto si inseriscono le invasioni barbariche, con l'insediamento di diverse popolazioni germaniche nella penisola. Al di là dell'ingresso nelle lingue italiche di qualche centinaio di parole germaniche, però, la presenza dei barbari non sembra aver lasciato tracce linguistiche dirette; le loro lingue scomparvero comunque entro il Mille, lasciando poche testimonianze scritte (della lingua dei longobardi, che pure dominarono per due secoli una buona parte dell'Italia settentrionale e meridionale, non è stata tramandata neanche una singola frase: come testimonianza esplicita rimangono solo alcune parole longobarde citate in opere scritte in latino).
Solo poco prima del Mille compaiono documenti in cui si registra una lingua parlata che, agli occhi di chi scriveva, sembrava ormai qualcosa di diverso dal latino. I primi documenti di questo tipo sicuramente databili risalgono infatti al X secolo, in ritardo rispetto ad altre aree come quella spagnola e francese.
In questo periodo, con ogni probabilità, la maggioranza delle popolazioni italiche parlava un proprio "volgare", diatopicamente distinto e molto diverso dal latino classico. Il latino restava però in uso presso una minoranza di persone istruite, in massima parte sacerdoti e monaci della chiesa cattolica, che probabilmente se ne servivano spesso anche come lingua della conversazione.

### Prime attestazioni antiche del volgare italiano
È solo intorno al XIII secolo che alcuni scrittori scelgono sistematicamente e con coscienza il volgare come lingua per scopi artistici. Per altri generi di scrittura, come quella di natura pratica o occasionale, si può retrodatare ad altri casi più antichi, pur se modesti e occasionali. Le più antiche scritture in volgare rintracciate appartengono a testi come rogiti o verbali di processo, cioè documentazione d'archivio. Ricorrenze precedenti (come graffiti o brevi note) sono discusse, in quanto non è chiara la coscienza linguistica dello scrivente, se gli fosse cioè chiaro di aver operato una scelta precisa per il volgare o se pensasse piuttosto di scrivere ancora in latino.

#### L'iscrizione della catacomba di Commodilla
Tra il VI-VII secolo e la metà del IX va datata l'iscrizione della catacomba di Commodilla: si tratta di un testo di natura effimera, forse vergato da un prete che officiava nella catacomba. Recita:
Una traduzione potrebbe essere "Non dire quei segreti (orazioni segrete) ad alta voce".

#### L'Indovinello veronese
Dell'VIII-IX secolo è l'Indovinello veronese:
Una traduzione potrebbe essere "Teneva davanti a sé i buoi, arava bianchi prati e aveva un bianco aratro e un nero seme seminava".

#### Il Placito capuano
Maggiore accordo tra gli studiosi c'è nel dare la palma di "atto di nascita" della lingua italiana al Placito capuano del 960. Tale propensione nasce soprattutto in ragione dell'ufficialità di tale documento, trattandosi di un verbale notarile su pergamena, e della chiara coscienza linguistica che ha il redattore (un tale Atenolfo, notaio) dell'uso che fa del volgare. Il contenzioso vede di fronte un tale Rodelgrimo di Aquino e l'abate del monastero di Montecassino. Il placito origina dalla necessità di registrare le testimonianze di tre intervenuti in favore del monastero: la scelta "normale" sarebbe stata quella di "tradurre" in latino le deposizioni formulate in volgare (e uno dei tre testimoni, un tale Gariperto, è notaio egli stesso, per cui non avrebbe avuto problemi ad usare una formula di giuramento in latino), ma nell'occasione del Placito capuano viene fatta una scelta diversa e al latino del verbale si accompagna il volgare delle formule testimoniali. Ecco, nella parte finale del Placito, come viene registrata la testimonianza di Gariperto:
Questa formula in volgare non va intesa come una registrazione del parlato, poiché viene ripetuta sempre nella stessa forma ed è anzi stata fissata dal giudice Arechisi nella precedente udienza. Si tratta, dunque, già di una standardizzazione. È possibile che la scelta di usare il volgare origini da una precisa scelta di ordine giuridico da parte dell'abate: si intese forse rendere comprensibile il verbale ad una platea ampia, anche estranea alla causa, per dissuadere altri soggetti dal ritornare sul conteso.

#### L'iscrizione della basilica di San Clemente
Della fine dell'XI secolo è l'iscrizione della basilica di San Clemente, un testo organico a un affresco (quindi non posticcio come l'iscrizione di Commodilla) che raffigura i vani tentativi del patrizio Sisinnio di far catturare san Clemente. Il testo è composto di frasi in latino e in volgare, che identificano i personaggi raffigurati e danno loro parola. Il volgare è adottato per far parlare Sisinnio:
cioè "Fagliti dietro col palo, Carboncello - Figli di puttana, tirate", mentre il latino serve a spiegare l'affresco e funge da giudizio:

## Dal Mille al Rinascimento
A partire dall'anno Mille i documenti cominciano a fornire testimonianze di lingua parlata: in numero ridotto fino al Duecento, e poi con una documentazione abbondantissima.
San Francesco d'Assisi (1181-1226) fu uno dei primi autori a lasciare testi poetici della letteratura italiana, basati in buona parte sulla sua lingua madre (il volgare umbro), componendo il breve Cantico delle creature:
(San Francesco d'Assisi, Cantico di Frate Sole)
Agli ultimi anni del Duecento risale il Novellino, raccolta anonima di novelle toscane limpida testimonianza di quanto, fuori dall'ambito poetico, il volgare fiorentino fosse ormai simile alla lingua italiana moderna. Ecco come viene descritto l'incontro di Narciso con l'immagine di se stesso:
(Novellino, XLVI)
La poesia di Dante Alighieri e di Francesco Petrarca dettò le regole che l'intera produzione letteraria poetica avrebbe dovuto seguire da quel momento: l'uso del volgare, pur con tutte le differenze che intercorrono dalla lingua parlata all'artificiosità della composizione poetica. Giovanni Boccaccio, grandioso prosatore fiorentino vissuto nel pieno XIV secolo, così spiega il pasto della padrona di uno dei suoi personaggi, nel Corbaccio:
(Giovanni Boccaccio, Corbaccio, IV)
Lo stile della sua opera più famosa, il Decameron, è però più affettato e difficile da comprendere per i locutori dell'italiano moderno:
(Giovanni Boccaccio, Decameron, V, 9)
È senza dubbio possibile intravedere la ricercatezza della sintassi potentemente ipotattica, tipica di una tradizione che richiama la prosa latina, e dunque uno studio certamente più spontaneo della poesia, ma ancora relativamente lontano dal volgare parlato, che almeno a Firenze si poteva già considerare somigliante all'italiano di oggi.
In questo periodo solo piccole minoranze di persone istruite, e limitatamente a determinate circostanze, si esprimono in latino o in un volgare ripulito dai tratti locali più marcati.

## Dal Cinquecento all'Ottocento
Nel Cinquecento, grazie soprattutto all'influente azione di Pietro Bembo, il fiorentino trecentesco di Petrarca e di Boccaccio diventa il modello linguistico più importante per i letterati italiani. A tal proposito va ricordato che la prima grammatica italiana ad essere stampata è stata quella di Giovan Francesco Fortunio il quale nel 1516, con le Regole grammaticali della volgar lingua, descrive gli usi linguistici di Dante, Boccaccio e Petrarca, secondo il modello della grammatica latina; il Fortunio ricavò queste Regole proprio da una meticolosa annotazione delle opere delle cosiddette Tre Corone. A fine Cinquecento esiste ormai un modello comune e unitario per la lingua scritta, coincidente in sostanza con l'italiano moderno. Lo schema dei rapporti tra le lingue che si forma in questo periodo rimarrà stabile per più di tre secoli: italiano unitario per l'uso scritto e per alcune situazioni eccezionali; parlate locali (definite "dialetti") per la comunicazione quotidiana anche delle persone colte.
Il parlato ha ormai una forma poco distinguibile dalla lingua di oggi, come dimostra questo dialogo riportato da Barra, uno dei personaggi del Candelaio di Giordano Bruno:
(Giordano Bruno, Candelaio, atto II, scena VIII)
Tra il Cinquecento ed il Seicento, quando la Spagna conquista circa metà dell’Italia, entrano in italiano tantissimi spagnolismi provenienti, soprattutto, dai campi che più risentono della supremazia iberica, come la vita militare (ronda, recluta) o la navigazione (baia, rotta), in conseguenza anche dei viaggi nel cosiddetto Nuovo Mondo da cui arrivano inoltre nomi esotici, quali tabacco, patata, cacao. Anche molte parole relative al codice di comportamento, già usate in italiano, diventano di uso più frequente a causa della cerimoniosità spagnola: tra queste don, commendatore o il pronome lei, già presente in italiano, ma affermatosi in modo definitivo in questi secoli.
Dalla metà del Seicento alla fine del Settecento diventa predominante, invece, una sperticata ammirazione di tutto ciò che è francese, in quanto la Francia, primeggia in Europa un po’ in tutti i settori: nella gastronomia (bignè, ragù, gattò), nella letteratura e nella filosofia (manierismo, scetticismo, la civiltà dei lumi), ma anche nell’arredamento (tappezzare, sofà) e principalmente nelle fogge del vestire che dovevano essere alla moda.
Se per tutto il Settecento e l'Ottocento la lingua di prestigio è il francese, tanto da portare l'uso di vocaboli d'Oltralpe per la gran parte degli oggetti di arredamento e abbigliamento, l'influenza nei dialetti più geograficamente e glottologicamente vicini al francese è fortissima.

## Dal Risorgimento a oggi
La diffusione dell'italiano letterario come lingua parlata è un fenomeno relativamente recente. Nella sua Storia linguistica dell'Italia unita (1963) Tullio De Mauro ha stimato che al momento dell'unificazione solo il 2,5% degli abitanti d'Italia potesse essere definito "italofono". In mancanza di rilevazioni dirette, le stime di De Mauro si fondano solo su evidenze indirette (in particolare il livello di alfabetizzazione, su cui esistono dati abbastanza affidabili) e sono state quindi molto dibattute. Secondo la stima di Arrigo Castellani, invece, nel 1861 la percentuale di persone in grado di parlare in italiano era di almeno il 10% (2.200.000 circa), di cui la gran parte era rappresentata dai toscani, considerati italofoni per “diritto di nascita”; 435.000 erano invece gli “italofoni per cultura” cioè quelli che avevano appreso la lingua grazie allo studio scolastico. A costoro andavano tuttavia aggiunti anche gli abitanti di Roma e degli altri centri dell’Italia mediana in cui si parlavano varietà linguistiche vicine al toscano.

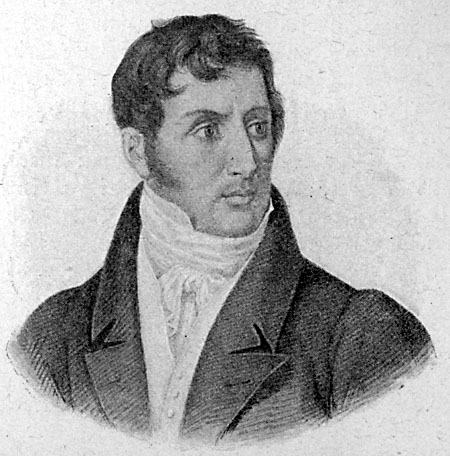
Alessandro Manzoni

Il dibattito risorgimentale sull'esigenza di adottare una lingua comune per l'Italia, che proprio nell'Ottocento stava nascendo come nazione, aveva visto il coinvolgimento di varie personalità come Carlo Cattaneo, Alessandro Manzoni, Niccolò Tommaseo, Francesco De Sanctis.
Si deve in particolare al Manzoni l'aver elevato il fiorentino a modello nazionale linguistico, con la pubblicazione nel 1842 dei Promessi sposi, che sarebbe diventato il testo di riferimento della nuova prosa italiana. La sua decisione di donare una lingua comune alla nuova patria, da lui riassunta nel celebre proposito di «sciacquare i panni in Arno», fu il principale contributo di Manzoni alla causa del Risorgimento.
Fra le sue proposte in seno al dibattito sull'unificazione politica e sociale dell'Italia, egli sosteneva inoltre che il vocabolario fosse lo strumento più idoneo per rendere accessibile a tutti il fiorentino a livello nazionale.
(Alessandro Manzoni, Dell'unità della lingua e dei mezzi di diffonderla, 1868)
Con l'unificazione politica l'italiano si diffonde anche come lingua parlata. Nel Novecento i mezzi di comunicazione di massa contribuirono con forza a questa diffusione. All'inizio del terzo millennio le indagini ISTAT mostrano che la maggior parte della popolazione italiana è in grado di esprimersi in italiano a un buon livello.

### Linee evolutive principali
Per descrivere le caratteristiche dell'italiano parlato contemporaneo, leggermente diverso rispetto alla lingua tradizionale delle grammatiche, si fa oggi spesso riferimento alla categoria di "italiano neostandard". È infatti importante considerare che l'italiano è una lingua grammaticalmente instabile, ancora non del tutto assestata: importanti sollecitazioni dei parlanti prefigurano una rilevante alterazione in ambiti di primaria importanza e ciò a dispetto del fatto che, finora, l'italiano ha mostrato di appartenere a un preciso tipo linguistico, caratterizzato, in rapporto alla lingua latina, da una forte "conservatività". Questi fenomeni di ristrutturazione d'impianto sono forse dovuti al fatto che l'italiano è stato a lungo una lingua esclusivamente scritta: non solo si registra l'affiorare di aspetti caratteristici dei suoi dialetti, ma si avverte anche un movimento di "semplificazione": le aree toccate da queste linee evolutive non sembrano essere quelle più conservative (sempre in rapporto al latino), ma quelle a maggior grado di complessità, come se, una volta realizzata la sua natura di "lingua parlata" a livello massivo, i parlanti abbiano opposto una resistenza alle forme più intricate e percepite come innecessarie. Giovanni Nencioni scrive che questa crisi di stabilità della lingua italiana va attribuita alla "rapida e impetuosa estensione della lingua nazionale a milioni di cittadini di scarsa cultura e di permanente soggezione al sostrato dialettale".
Va detto che questa ristrutturazione d'impianto non è operativa a livello di "sistema" (la langue di Saussure). Se si applica all'italiano la specificazione della bipartizione langue/parole operata dal linguista rumeno Eugen Coșeriu, che distingue "sistema", "norma" e "uso", possiamo dire che la ristandardizzazione della lingua italiana è attiva su un piano dialettico tra "norma" (intesa come "norma sociale" o "norma degli utenti" e formantesi nei testi degli scrittori e nei discorsi dei parlanti) e "uso". Non sono quindi in discussione assunti di sistema, come ad esempio l'accordo tra pronome soggetto e verbo (*io mangia) o la posizione delle preposizioni rispetto agli elementi da esse modificati (*la sorella Marco di ha detto che non viene). Fin dalle origini l'italiano ha visto oscillazioni nell'uso. Tali oscillazioni d'uso possono determinare riflessi sulla norma o meno. Basti pensare ai congiuntivi fantozziani del tipo Vadi lei: per quanto fossero già usati da autori come Ariosto, Machiavelli, Leopardi, la norma sociale li sanziona con una certa fermezza. Altre oscillazioni d'uso vengono affrontate più dubitativamente dagli utenti, in modo che si crea una dialettica tra standard normativo (espresso da grammatici ed eruditi) e standard sociale (espresso soprattutto da categorie socio-professionali cui in un dato momento storico viene affidato un ruolo guida). Questa dialettica è nel segno dell'avvicinamento: da un lato il tasso di normatività delle grammatiche si è abbassato, dall'altro la norma sociale ha manifestato maggiore tolleranza verso alcuni fenomeni che prima erano ritenuti appannaggio di registri substandard.
Se verso la fine del XX secolo il linguista e dialettologo Tullio Telmon poteva affermare che l'italiano era privo di una varietà standard, agli inizi del XXI secolo tale affermazione, pur rimanendo vera, va riconsiderata. In sintesi:
- sussiste ancora uno scarto sensibile tra un registro formale (per lo più nella lingua scritta) e un registro informale (per lo più nella lingua parlata);
- la standardizzazione è piuttosto manifesta sui piani dell'ortografia, della morfologia e, appena meno, della sintassi;
- lessico, fonologia e intonazione risentono ancora di variazioni diatopiche;
- è in opera una semplificazione "paradigmatica", in modo che di fronte a tutte le possibilità offerte dal sistema, gli utenti tendono ad utilizzarne solo una parte;
- la norma tende ad accogliere una serie di fenomeni che prima erano rigettati.

Va comunque sottolineato che l'utente medio tende a interpretare il rapporto tra norma e uso in termini piuttosto netti, come se a separarli stesse una demarcazione indiscutibile e univoca. Questa sensibilità ha determinato il successo commerciale di molte operazioni editoriali tese a offrire all'utente un soccorso "emergenziale" rispetto ai dubbi grammaticali.

### Evoluzione dell'area lessicale
L'italiano dalla seconda metà del XX secolo si caratterizza sempre di più a livello lessicale per:
- l'utilizzo marcato di prefissi e prefissoidi per la formazione di neologismi (parastatale, ipersensibile, extraparlamentare);
- la tendenza alla fusione e al troncamento di parole composte (cantautore, vitivinicolo);
- una più marcata denominalizzazione tramite il suffisso -izzare (modellizzare, spettacolarizzare);
- l'italianizzazione di verbi inglesi alla prima coniugazione italiana (scioccare, filmare);
- il calco di binomi derivati da modelli della lingua anglosassone (forza lavoro, città giardino, famiglia tipo);
- la formazione di sostantivi da sigle o numeri (sessantottini, ciellini);
- la tendenza alla creazione o alla diffusione di aggettivi di relazione in -ale (emergenziale, museale, nutrizionale), di sostantivi in -ese (burocratese, politichese), di sostantivi in -ismo (reaganismo, creazionismo, garantismo), di sostantivi in -ità (napoletanità, notiziabilità);
- l'uso come un unicum di sostantivo o avverbio o verbo preceduto da articolo (il privato, il già detto, il tralasciato) o dall'avverbio non (non credente, non male).

### Fenomeni di semplificazione

#### Semplificazione del sistema verbale
Importanti fenomeni di semplificazione sono ravvisabili nel sistema verbale: tra tutte le forme finite dei verbi regolari, l'uso nel parlato è concretamente garantito solo a poche di esse, e anzi solo nello scritto più sorvegliato e accurato se ne fa un uso integrale.
Delle varie forme verbali di cui l'italiano dispone, quelle usate correntemente (a prescindere dalle variazioni diastratiche) sono le seguenti (si considerano solo i tre modi principali):
- indicativo
  - presente
  - imperfetto
  - passato prossimo
  - trapassato prossimo
  - futuro semplice

- congiuntivo
  - presente
  - passato
  - imperfetto
  - trapassato

- condizionale
  - presente
  - passato

Non è improbabile che l'italiano stia attraversando un processo di semplificazione quale quello esperito già da tempo dalle lingue francese e spagnola. Nel complesso, infatti, queste due lingue hanno un sistema verbale più semplice di quello italiano, almeno quanto alle forme effettivamente usate. Ad esempio, la frase Disse che sarebbe venuto, in francese e in spagnolo viene resa rispettivamente:
il a dit qu'il viendrait.
dijo que vendría.
cioè attraverso l'utilizzo del condizionale presente. L'italiano ha a lungo oscillato tra la soluzione ...che sarebbe venuto e ...che verrebbe (quest'ultima usata, ad esempio, da Alessandro Manzoni, ma anche successivamente). La prima soluzione, che appare ormai consolidata, rappresenta una anomalia nel contesto delle lingue romanze.
Indagini su campioni di parlanti confermano un utilizzo parsimonioso della ricca varietà di forme verbali dell'italiano. Ad esempio, il campione analizzato da Miriam Voghera e pubblicato nel 1992 riporta che in clausole principali, tra il totale delle forme verbali adottabili, nel 91,3% dei casi si è usato il modo indicativo, solo nel 4% il modo condizionale. Ancora, se si interrogano questi dati relativamente alla frequenza dei tempi dell'indicativo in clausole principali, nel 79,4% dei casi si è usato l'indicativo presente, nel 10,4% dei casi il passato prossimo, l'imperfetto nel 5,7% dei casi. Passando alla frequenza d'uso delle forme verbali in clausole subordinate, l'indicativo registra il 62,9% delle ricorrenze, l'infinito il 22,9%, mentre congiuntivo e condizionale (forme in linea teorica elettive per le clausole subordinate) rispettivamente il 4,5% e lo 0,7%.
Nel parlato (specie nei registri più informali), il passato remoto viene usato raramente. Dal punto di vista aspettuale, la gestione è affidata all'alternanza tra imperfetto e passato prossimo. Appaiono così grammaticali frasi come:
L'ultima volta che ho incontrato Carlo è stato dieci anni fa.
Si va poi indebolendo in italiano lo statuto del futuro. Il futuro semplice viene sempre più percepito come sostenuto e sostituito dal presente indicativo (e la stessa cosa accade in altre lingue, inglese e spagnolo, ad esempio):
- Tornerà domani. → Torna domani.

Quanto al futuro anteriore, viene usato di rado e percepito come ricercato; non, però, nel caso appaia in frase principale, con la funzione di attribuire a questa un carattere di supposizione e dubbio:
Sarà arrivato ormai. = Suppongo che sia arrivato ormai.
Si tratta del cosiddetto "futuro epistemico", che può anche esprimere un rapporto cronologico di contemporaneità (in questo caso con il futuro semplice):
Hanno suonato. Sarà Paolo. = Suppongo sia Paolo.
Inversamente, si irrobustisce lo statuto dell'imperfetto, che sta diventando una delle forme verbali italiane più versatili. A ciò si aggiunga il ruolo che sta progressivamente assumendo nel periodo ipotetico, in particolare quello della "irrealtà":
- Se mi avessi parlato, ti avrei ascoltato. → Se mi parlavi, ti ascoltavo.

Questo rafforzamento dello statuto dell'imperfetto non è però né recente né esclusivo dell'italiano. Da Dante fino a Manzoni sono state adottate soluzioni come
Se Lucia non faceva quel segno, la risposta sarebbe stata probabilmente diversa. (Alessandro Manzoni, I promessi sposi, cap. III)
Diversi secoli fa un fatto analogo accadde alla clausola ipotetica francese:
Si je savais cela, je le dirais. = Se io sapevo questo, io lo direi. (lett.) = Se lo sapessi, lo direi.
Questa tendenza alla semplificazione del periodo ipotetico è antica in italiano e anzi "le lingue romanze si possono dire funzionalmente (se non quantitativamente) dominate dall'imperfetto": sotto questo aspetto, quindi, l'italiano si conforma al tipo delle lingue romanze.
Un sovraccarico funzionale dell'imperfetto è ravvisabile anche in altri contesti, in cui questo tempo assume ancora funzioni modali:
- ha funzione attenuativa ("imperfetto attenuativo" o "di cortesia") per far apparire meno perentorie delle richieste (Volevo due etti di prosciutto);
- è usato nelle affabulazioni infantili ("imperfetto ludico") per contribuire alla narrazione di contesti fittizi (Io ero Superman e tu eri Batman): negli stessi termini, e con valore anche perfettivo, è usato nella narrazione dei sogni.

Insieme al trapassato prossimo, l'imperfetto è anche usato per esprimere il "futuro nel passato", come in:
Aveva detto che veniva.

#### Semplificazione del sistema pronominale
Pur risultando assai definito in rapporto ad altre lingue, il sistema dei pronomi della lingua italiana (tanto atoni, quanto tonici) è soggetto ad un importante fenomeno di semplificazione.
Se si considerano i pronomi soggetto, la lingua italiana è dotata di forme toniche per la 1ª, la 2ª e la 3ª persona singolare e per la 3ª persona plurale, cioè io, tu, egli/ella ed essi/esse. Esistono forme speciali nel caso il pronome funga da complemento (me, te, lui/lei, loro) e, nel caso della 3ª persona (singolare e plurale), sono anche previste forme diverse per designare persone, da un lato, e, dall'altro, oggetti e non-persone in genere (egli/esso; ella/essa), mentre essi ed esse fanno riferimento sia a persone che a non-persone, con la sola distinzione di genere (biologico o solo grammaticale). A ciò si aggiungano tre fattori di complicazione, cioè l'impossibilità di:
- collocare i pronomi soggetto egli ed ella dopo il predicato verbale, per cui risulta errata una frase del genere È stato egli[88][91]
- coordinare i pronomi tonici egli ed ella con altri sintagmi nominali, per cui risultano errate frasi del genere Egli e Giuseppe non vengono o Giuseppe ed ella non vengono[91]
- mettere in rilievo i pronomi tonici egli ed ella, per cui risulta errata una frase del genere Ci voleva egli per trovare la soluzione![91]

In tutti questi casi vanno utilizzati i pronomi lui e lei.
Di fatto, questo complicato sistema viene naturalmente semplificato dai parlanti. Innanzitutto si assiste ad una espansione delle forme di pronome originariamente destinate ad indicare l'oggetto. Ciò però non vale per la prima persona (frasi come Me sono contento appartiene esclusivamente a varietà popolari o regionali), mentre per la seconda persona singolare l'espansione di te a danno di tu è ancora limitata e circoscritta alle regioni centro-settentrionali. L'uso di lui, lei e loro prevale poi anche negli altri casi, senza quindi distinzione in base alla posizione del pronome (se prima o dopo il predicato verbale) e senza distinzione tra persone e non-persone.
Raffaele Simone fa notare come la questione della semplificazione del sistema pronominale appartenga da lungo tempo alla riflessione grammaticale italiana (è già presente nelle Prose della volgar lingua di Pietro Bembo, opera pubblicata nel 1525) e che del sistema semplificato esiste traccia in ogni periodo (da Dante a Pirandello, passando per Manzoni).
Esiste poi un'incertezza per quanto riguarda sostantivi che detengano insieme i tratti [non-umano] e [non-animato], per cui, riferendosi ad esempio a termini come capitalismo, cultura, bontà etc., i parlanti adottano, a seconda delle varietà diafasiche, esso/essa o lui/lei.
Per quel che riguarda i pronomi esso ed essa, risultano sempre più debolmente utilizzati e sostituiti dal grado zero. Ad esempio, nella frase
La Sardegna è un'isola. Essa si estende etc.
il pronome viene cancellato per giungere alla forma
La Sardegna è un'isola. Si estende etc.
Complessivamente, si registra un'espansione del campo di utilizzo dei pronomi lui/lei/loro, che dunque vengono sempre più usati anche come soggetti, funzione che è peraltro attestata nei secoli e tradizionalmente osteggiata dai grammatici.
Le semplificazioni summenzionate, anche in questo caso, rispettano l'andamento generale delle lingue romanze: ad esempio, in francese i pronomi soggetto il, elle, ils ed elles designano indistintamente persone e non-persone (e così anche per la lingua spagnola, con i pronomi soggetto él, ella, ellos, ellas).
È poi possibile associare questa espansione dei pronomi lui/lei, loro al concetto di Standard Average European (SAE), sorta di "lega linguistica" che rende possibile considerare diverse lingue neolatine e germaniche appartenenti ad una medesima koinè.

##### Semplificazione del sistema dei clitici
L'italiano è dotato di un assai complesso sistema di particelle pronominali atone, dette "clitici" (un sistema che è costituito soprattutto da pronomi e che comprende alcune forme avverbiali). I clitici "costituiscono un microsistema unico tra le lingue romanze, e probabilmente anche rispetto ad altre famiglie - un vero carattere originale". Ecco, schematicamente, come funziona il sistema:
|             |             | accusativo | dativo   |
| ----------- | ----------- | ---------- | -------- |
| singolare   | 1           | mi         | mi       |
| singolare   | 2           | ti         | ti       |
| singolare   | 3           | lo / la    | gli / le |
| plurale     | 1           | ci         | ci       |
| plurale     | 2           | vi         | vi       |
| plurale     | 3           | li / le    | -        |
| riflessivo  | riflessivo  | si         | si       |
| impersonale | impersonale | si         | si       |
| partitivo   | partitivo   | ne         | ne       |

Sono da segnalare i seguenti fenomeni:
1. -i si trasforma in -e quando due clitici risultano affiancati (Carlo ci ha detto che... diventa Carlo ce lo ha detto); nel caso di gli si ottiene glie
2. il dativo le si trasforma in gli quando a questo si attacca un altro clitico (ad esempio: insegnale la canzone diventa insegnagliela, con aggiunta di -e- per quanto segnalato al punto 1)
3. molte forme sono omonime di altre particelle estranee al sistema dei clitici (ad esempio, ci e vi sono anche avverbi locali, gli e le sono anche articoli)
4. l'ordinamento varia in modo complesso (me lo fa, fammelo, fammene, non se ne parlò...)

La serie delle particelle atone è poi accompagnata da una serie di pronomi tonici, sempre con distinzione di caso (accusativo e dativo): io, me, tu, te, lui, lei, noi, voi, loro. Tali pronomi tonici consentono di enfatizzare il ruolo delle persone, strategia che non funziona con i clitici (Ce l'ha con me, non con te; oppure la frase mi ha chiamato, senza enfasi, diventa ha chiamato me, con messa in rilievo).
La ricchezza del sistema e la sua estrema complicatezza nel tempo ha determinato fra i parlanti una reazione orientata alla semplificazione. Semplificazioni notevoli che sono in corso (talune soggette a controversia):
- il dativo gli (maschile) si espande a danno di le (femminile), analogamente a quanto già accaduto in altre lingue neolatine (in francese lui; in spagnolo le; peraltro in francese e spagnolo il fenomeno si è consumato anche per il plurale, con il francese leur e lo spagnolo les)
- il dativo gli (singolare) si espande a danno di loro (plurale), per cui frasi come li ho incontrati e ho detto loro che... vengono sempre più percepite come accademizzanti e convertite nel tipo li ho incontrati e gli ho detto che...[101]
- ne sembra indebolirsi e scomparire in favore di forme analitiche (di lui, di loro...), tranne in costrutti in qualche modo cristallizzati (non ne so nulla)
- ci avverbiale si espande verso utilizzi variamente percepiti e variamente collocabili dal punto di vista diafasico: Ieri ho incontrato Paolo e ho parlato con lui diventa ...e ci ho parlato, mentre assai meno colta è percepita la sostituzione di gli e le con ci (Ho incontrato Paolo e ci ho detto)

Va poi segnalata un'antica tendenza dell'italiano, cioè quella di ordinare sequenze del genere verbo-dativo clitico-preposizione: così come nella summenzionata iscrizione di San Clemente si aveva Fàlite dereto co lo palo, cioè Fagliti..., si hanno le correnti espressioni Vagli dietro, Vienimi dietro ecc. Collegate a questo aspetto sono costruzioni diffusissime nell'italiano contemporaneo come Escici insieme invece di Esci con lui/lei o Parlaci tu invece di Parla tu con lui/lei.
Per quanto attiene ai pronomi relativi, lo standard normativo prevede:
- che soggetto;
- che oggetto diretto;
- preposizione + cui (oggetto indiretto);
- (preposizione) + articolo + quale (in tutti i casi, ma con alcune restrizioni).

In questo ambito, la semplificazione paradigmatica prevede l'utilizzo del solo che, ma questa semplificazione è operativa solo in registri substandard. Risultano accettati usi del che con valore temporale, come ad esempio:
Fu l'ultima volta che [in cui] la vidi.
Sono invece rifiutate dalla norma sociale forme del tipo:
Giovanni è uno che gli [a cui] puoi dire qualunque cosa e non si secca.
C'è troppa disinformazione su questo argomento che ne [di cui] discutiamo ormai da un mese.
Va notata la presenza, accanto al che indeclinato, di pronomi atoni (negli esempi: gli e ne). Questa presenza, in apparenza ridondante, rivela una redistribuzione del carico funzionale, di modo che il che viene ridotto a marca della subordinazione, mentre il pronome assume una funzione sintattica.

### Approfondimenti
Questi volumi non sono stati utilizzati nella redazione della voce, ma costituiscono un'utile lettura

#### Opere generali
- Luca Serianni e Pietro Trifone (a cura di), Storia della lingua italiana, 3 voll., ed. Einaudi, Torino, 1993-1994.
- Claudio Marazzini, La lingua italiana: profilo storico, Bologna, il Mulino, 1994.
- Pavao Tekavčić. Grammatica storica dell'italiano. 3 voll. Bologna, Il Mulino, 1972.
- Martin Maiden, Storia linguistica dell'italiano. Bologna, Il Mulino. 1998.

#### Su periodi determinati
- Rosa Casapullo, Il Medioevo, 1999, il Mulino, Bologna
- Paola Manni, Il Trecento toscano, 2003, il Mulino, Bologna
- Mirko Tavoni, Il Quattrocento, 1992, il Mulino, Bologna
- Paolo Trovato, Il primo Cinquecento, 1994, il Mulino, Bologna
- Claudio Marazzini, Il secondo Cinquecento e il Seicento, 1993, il Mulino, Bologna
- Tina Matarrese, Il Settecento, 1993, il Mulino, Bologna
- Luca Serianni, Il primo Ottocento, 1989, il Mulino, Bologna
- Luca Serianni, Il secondo Ottocento, 1990, il Mulino, Bologna
- Giovanni Nencioni, La lingua di Manzoni, 1993, il Mulino, Bologna
- Pier Vincenzo Mengaldo, Il Novecento, 1994, il Mulino, Bologna
- Tullio De Mauro, Storia linguistica dell'Italia unita, Bari, Laterza, 1963